# Joaquim Lopes Lobo
Pour les articles homonymes, voir Lobo.
Joaquim Lopes Lobo (né le 18 décembre 1947 à Vieira de Leiria, au Portugal) était un ancien joueur de football portugais. Il a joué principalement dans différents clubs portugais au poste de défenseur. 

## Carrière
Lobo commence sa carrière avec le CF Belenenses pendant la saison 1965-66, ou il parvient à jouer tout de même onze rencontres de championnat pour sa première saison. La saison suivante il rejoint alors un autre club de la région l'Atlético CP mais cette fois il joue un peu moins en première division.
La suite de sa carrière reste inconnu, cependant on sait qu'il a évolué avec le SC Salgueiros pendant la saison 1970-71 en deuxième division. Par la suite il est racheté par le Boavista FC et dispute alors la première division. Pendant la saison 1972-73 il réalise une saison pleine, mais petit à petit il perd du temps de jeu ce qui lui donne son départ à la fin de la saison 1975-76 ou auquel il n'aura disputer seulement que quatre matches de championnat.
Durant la suite, c'est à l'União Leiria qu'il rebondit, il dispute alors la deuxième division. Par la suite sa carrière régresse, il se dispute plusieurs clubs de la région tel que l'UD Rio Maior et le ID Vieirense. C'est à la fin de saison 1980-81 qu'il raccroche les crampons, peu après une ultime saison avec l'AC Marinhense.

## Statistiques
| Saison                | Club                  | Championnat           | Championnat | Championnat | Coupe(s) nationale(s) | Coupe(s) nationale(s) | Compétition(s) continentale(s) | Compétition(s) continentale(s) | Compétition(s) continentale(s) | Total | Total |
| Saison                | Club                  | Division              | M.          | B.          | M.                    | B.                    | Comp.                          | M.                             | B.                             | M.    | B.    |
| 1965-1966             | CF Belenenses         | 1                     | 11          | 0           | -                     | -                     | -                              | -                              | -                              | 11    | 0     |
| Sous-total            | Sous-total            | Sous-total            | 11          | 0           | -                     | -                     | -                              | -                              | -                              | 11    | 0     |
| 1966-1967             | Atlético CP           | 1                     | 8           | 0           | -                     | -                     | -                              | -                              | -                              | 8     | 0     |
| Sous-total            | Sous-total            | Sous-total            | 8           | 0           | -                     | -                     | -                              | -                              | -                              | 8     | 0     |
| 1970-1971             | SC Salgueiros         | 2                     | -           | -           | -                     | -                     | -                              | -                              | -                              | 0     | 0     |
| Sous-total            | Sous-total            | Sous-total            | -           | -           | -                     | -                     | -                              | -                              | -                              | 0     | 0     |
| 1972-1973             | Boavista FC           | 1                     | 23          | 0           | -                     | -                     | -                              | -                              | -                              | 23    | 0     |
| 1973-1974             | Boavista FC           | 1                     | 13          | 0           | -                     | -                     | -                              | -                              | -                              | 13    | 0     |
| 1974-1975             | Boavista FC           | 1                     | 17          | 1           | -                     | -                     | -                              | -                              | -                              | 17    | 1     |
| 1975-1976             | Boavista FC           | 1                     | 4           | 0           | -                     | -                     | C2                             | -                              | -                              | 4     | 0     |
| Sous-total            | Sous-total            | Sous-total            | 57          | 1           | -                     | -                     | -                              | -                              | -                              | 57    | 1     |
| 1976-1977             | União Leiria          | 2                     | -           | -           | -                     | -                     | -                              | -                              | -                              | 0     | 0     |
| 1977-1978             | União Leiria          | 2                     | -           | -           | -                     | -                     | -                              | -                              | -                              | 0     | 0     |
| Sous-total            | Sous-total            | Sous-total            | -           | -           | -                     | -                     | -                              | -                              | -                              | 0     | 0     |
| 1978-1979             | UD Rio Maior          | 3                     | -           | -           | -                     | -                     | -                              | -                              | -                              | 0     | 0     |
| Sous-total            | Sous-total            | Sous-total            | -           | -           | -                     | -                     | -                              | -                              | -                              | 0     | 0     |
| 1979-1980             | ID Vieirense          | 3                     | -           | -           | -                     | -                     | -                              | -                              | -                              | 0     | 0     |
| Sous-total            | Sous-total            | Sous-total            | -           | -           | -                     | -                     | -                              | -                              | -                              | 0     | 0     |
| 1980-1981             | AC Marinhense         | 3                     | -           | -           | -                     | -                     | -                              | -                              | -                              | 0     | 0     |
| Sous-total            | Sous-total            | Sous-total            | -           | -           | -                     | -                     | -                              | -                              | -                              | 0     | 0     |
| Total sur la carrière | Total sur la carrière | Total sur la carrière | 76          | 1           | -                     | -                     | -                              | -                              | -                              | 76    | 1     |

## Palmarès
| Boavista FC - Coupe du Portugal (2) : - Vainqueur : 1974-75, 1975-76 |